# Gabriel Fröberg

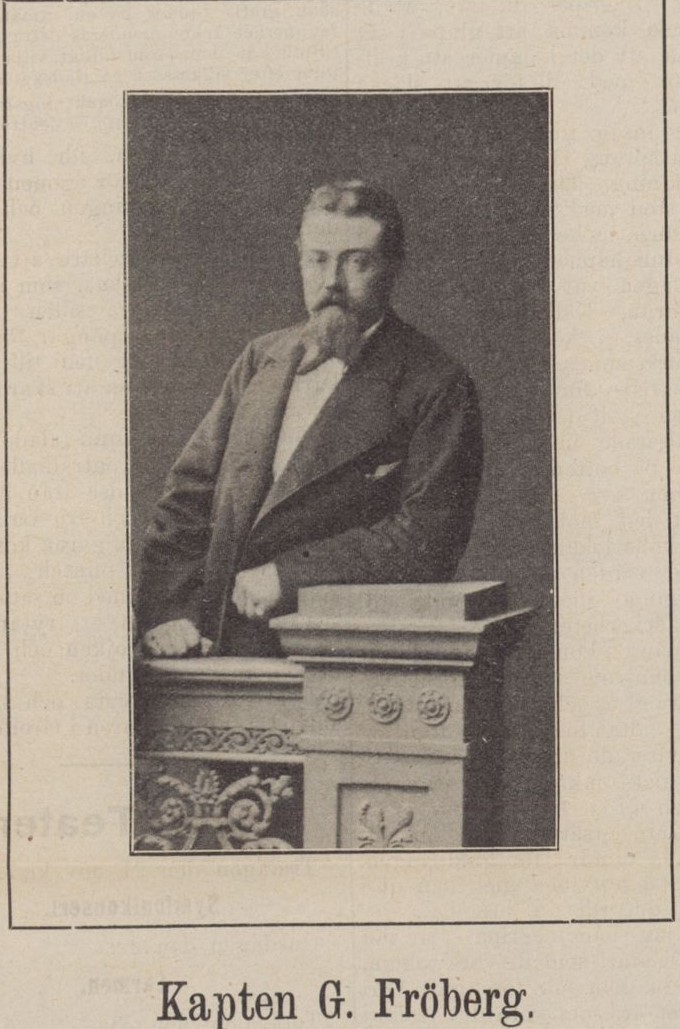

Gabriel Gustaf Fröberg, i kinesiska texter refererad till som G. G. Froberg, ibland kallad "Old Floburg" eller "Floberg", född den 4 juli 1849 i Lunda socken i Södermanland, död 30 juni 1912 i Shanghai, var en svensk sjökapten

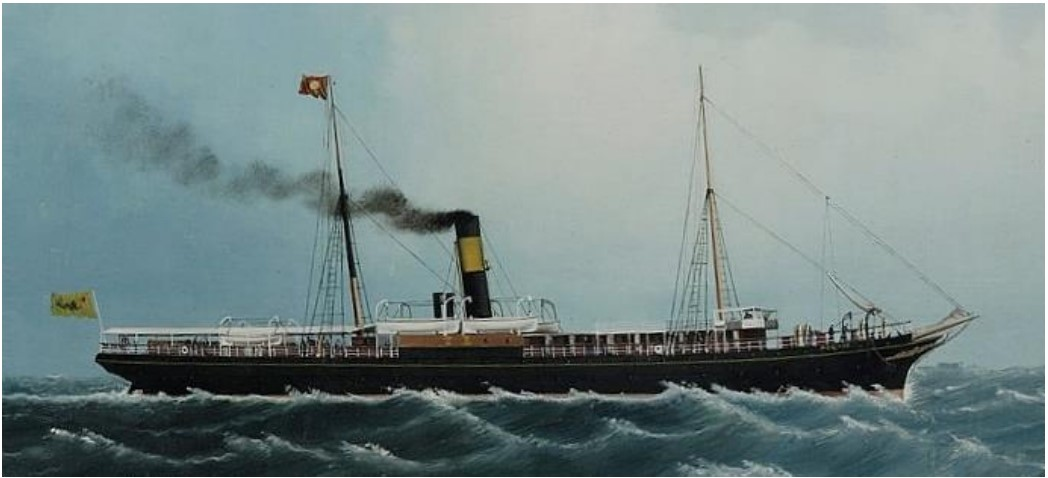
Fartyget Mei Foo

## Biografi
Fröberg  började i ung ålder arbeta som sjöman på svenska handelsrutter. Med tiden blev han kapten och utökade sitt arbete till internationella uppdrag.

### Karriär i Kina
Omkring 1881 flyttade Fröberg till Shanghai i Kina, där han började arbeta på kinesiska fartyg och var anställd som kapten vid China Merchant's Steam Navigation Company mellan 1894 och 1912. Det var ett rederi som grundats 1872 som en del av den kinesiska regeringens ansträngningar att bryta de utländska monopolerna inom sjöfarten. Under sin tid i rederiet tjänstgjorde han på fartyg som Poo Chi (1894-1908), Mei Foo (1909, 1911) och Kwang Lee (1910). Han var kapten på Mei Foo när fartyget som låg för ankar i tät dimma strax utanför hemmahamnen i Xiasanxing Dao (Elgar Island), Shanghai, 23 april 1911 blev träffat midskepps av fartyget Kwang Lee och sänktes omedelbart, en olycka som krävde 40 människoliv.

### Familj
Gabriel Gustav Fröberg gifte sig år 1900 med Ida Elisabeth Sturch, och tillsammans fick de en dotter år 1901. Familjen var bosatt i Shanghai.